# Antidaphne glaziovii
Antidaphne glaziovii là một loài thực vật có hoa trong họ Santalaceae. Loài này được (Tiegh.) Kuijt mô tả khoa học đầu tiên năm 1988.